# Joseph Smith Memorial Building
El Joseph Smith Memorial Building, originalmente llamado Hotel Utah, es un edificio ubicado en la esquina de Main Street y South Temple en Salt Lake City, Utah (Estados Unidos). Recibe su nombre en honor a Joseph Smith, el fundador del Movimiento de los Santos de los Últimos Días. El 3 de enero de 1978 se agregó al Registro Nacional de Lugares Históricos como el Hotel Utah.

## Historia

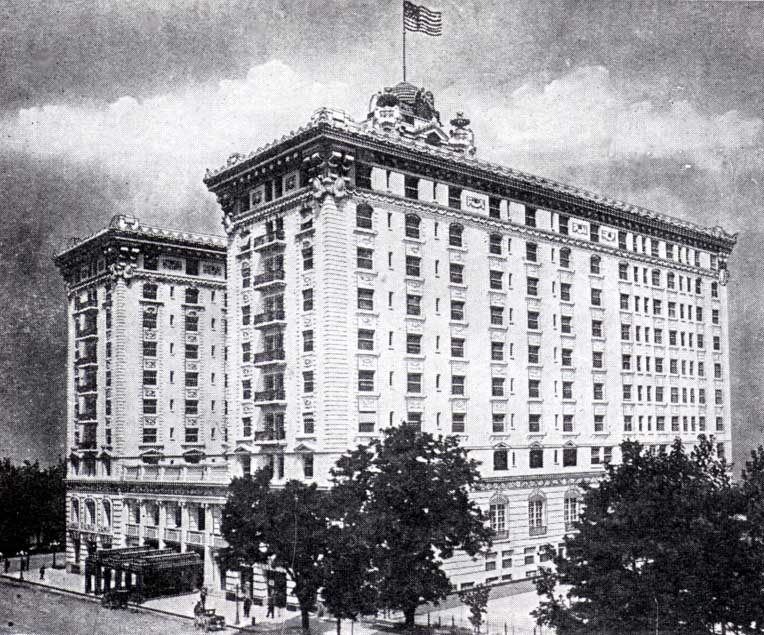
Hotel Utah, 1925.

La esquina de Main Street y South Temple ha sido durante mucho tiempo importante en la historia de Utah. Antes de la construcción del Hotel Utah de 1909 a 1911, la oficina general de diezmos de La Iglesia de Jesucristo de los Santos de los Últimos Días (IJSUD), un almacén del obispo y la planta de impresión de Deseret News estaban ubicadas en el sitio.
El trabajo en el hotel de estilo neorrenacentista, diseñado por el estudio de arquitectura de Los Ángeles de Parkinson y Bergstrom, comenzó en junio de 1909. Dos años más tarde, el 9 de junio de 1911, el Hotel Utah abrió sus puertas al público. Si bien la IJSUD era el accionista principal, muchos líderes de negocios y de la comunidad, tanto mormones como no mormones, también compraron acciones en un esfuerzo por proporcionar a la ciudad un hotel de primera clase.
Originalmente, el hotel permitía empleados negros, pero no invitados negros. Esta política se extendió a los artistas famosos. A Lillian Evanti, Harry Belafonte, Marian Anderson y Ella Fitzgerald se les negaron habitaciones de hotel. A Anderson finalmente se le permitió quedarse en el hotel, con la condición de que no usara el ascensor y comiera en su habitación de hotel.
En 1947, el primer jugador de baloncesto profesional no blanco, Wataru Misaka, firmó su primer contrato con la NBA en este hotel. En el momento de su firma, según Misaka, a los no blancos no se les permitía quedarse en este hotel.
El edificio de diez pisos tiene una estructura de hormigón y acero y está cubierto con ladrillo y terracota vidriada de color blanco. Se han realizado varias adiciones y remodelaciones a lo largo de los años, incluida una expansión sustancial hacia el norte y modificaciones a las instalaciones de comedor en la azotea.
Apareció en la película de 1973 Harry in Your Pocket protagonizada por James Coburn.
El edificio dejó de funcionar como hotel en agosto de 1987. En 1993 se completó un importante proyecto de remodelación y reutilización adaptable para acomodar las funciones de la comunidad y la iglesia. El líder de la IJSUD, Gordon B. Hinckley, eligió el nombre cuando observó que había muchos monumentos al líder pionero y fundador de Utah Brigham Young, pero ninguno a Joseph Smith.
El edificio fue decorado con las palabras "SALT LAKE 2002" durante los Juegos Olímpicos de Invierno de 2002.
2011 marcó la celebración de los cien años desde que se completó la construcción inicial del Hotel Utah.